# Juan Ignacio Álvarez
Juan Ignacio Álvarez Morinigo (El Palomar, 27 ottobre 1997) è un calciatore argentino, centrocampista svincolato.

## Caratteristiche tecniche
È un trequartista.

## Carriera
Cresciuto nelle giovanili del Chacarita Juniors, ha esordito il 27 agosto 2016 in occasione del match pareggiato 1-1 contro l'Instituto (C).

## Statistiche

### Presenze e reti nei club
Statistiche aggiornate al 17 aprile 2018.
| Stagione        | Squadra           | Campionato      | Campionato | Campionato | Coppe nazionali | Coppe nazionali | Coppe nazionali | Coppe continentali | Coppe continentali | Coppe continentali | Altre coppe | Altre coppe | Altre coppe | Totale | Totale | Totale |
| Stagione        | Squadra           | Comp            | Pres       | Reti       | Comp            | Pres            | Reti            | Comp               | Pres               | Reti               | Comp        | Pres        | Reti        | Pres   | Reti0  |        |
| --------------- | ----------------- | --------------- | ---------- | ---------- | --------------- | --------------- | --------------- | ------------------ | ------------------ | ------------------ | ----------- | ----------- | ----------- | ------ | ------ | ------ |
| 2016-2017       | Chacarita Juniors | BN              | 27         | 0          | CA              | 0               | 0               |                    | -                  | -                  |             | -           | -           | 27     | 0      |        |
| 2017-2018       | Chacarita Juniors | PD              | 12         | 1          | CA              | 0               | 0               |                    | -                  | -                  |             | -           | -           | 12     | 1      |        |
| Totale carriera | Totale carriera   | Totale carriera | 39         | 1          |                 | 0               | 0               |                    | -                  | -                  |             | -           | -           | 39     | 1      |        |